# Cmentarz żydowski w Pruchniku
Cmentarz żydowski w Pruchniku – kirkut powstał w XVII wieku. Miał powierzchnię 0,4 ha. Mieścił się poza miastem, na północ od niego, przy drodze do Hawłowic i Rozborza. W czasie II wojny światowej nekropolia została zniszczona przez nazistów. Wykorzystali oni macewy do budowy dróg. Obecnie brak na terenie cmentarza jakichkolwiek nagrobków. Przed wybuchem wojny na cmentarzu znajdowały się zachowane nagrobki z XVII wieku. W pobliskim lesie miał się rzekomo znajdować starszy cmentarz, lecz jedynym potwierdzeniem tej tezy jest odnaleziona tam macewa z XV wieku.
Okolice kirkutu były miejscem egzekucji pruchnickich Żydów. Na cmentarzu znajduje się sześć zbiorowych mogił kryjących zwłoki 67 Żydów, których Niemcy rozstrzelali na jego terenie. Pamięć ofiar upamiętnia obelisk.